# Brachysternus patagoniensis
Brachysternus patagoniensis — вид жуків родини Пластинчастовусі (Scarabaeidae). Вид зустрічається на гірських лісах Чилі.